# Setaphis wunderlichi
Setaphis wunderlichi es una especie de arañas araneomorfas de la familia Gnaphosidae.

## Distribución geográfica
Es endémica de las Canarias occidentales (España).